# Stadtschlaining
Stadtschlaining (węg. Városszalónak, burg.-chorw. Solunak) – miasto w Austrii, w kraju związkowym Burgenland, w powiecie Oberwart. 1 stycznia 2014 liczyło 2,03 tys. mieszkańców.